# Lista Monumentelor Istorice
Die Lista Monumentelor Istorice, abgekürzt LMI (deutsch: Verzeichnis der historischen Denkmäler), ist das offizielle Verzeichnis des Kulturguts der Republik Rumänien. Der LMI-Code bezeichnet die Kodierung, mittels der die historischen Monumente eindeutig gekennzeichnet werden, die in der offiziellen Liste der historischen Monumente aufgenommen wurden, und dadurch nach dem 2001 verabschiedeten Gesetz Nr. 422/2001 als historische Denkmäler unter Denkmalschutz stehen.

## LMI-Codes seit 2004
In den Versionen von 2004, 2010 und 2015 gliedert sich der LMI-Code in einer festgelegten Reihenfolge nach folgenden Kriterien:
- 1. Stelle: die offizielle Kennzeichnung des Landkreises mit zwei Großbuchstaben gemäß ISO 3166-2:RO, (beispielsweise CJ = Kreis Cluj, SB = Kreis Sibiu)
- 2. Stelle: eine römische Ziffer für die Art des Denkmals nach dem festgelegten Schema
  - I = archäologische Denkmäler (Bodendenkmäler)
  - II = Baudenkmäler
  - III = öffentliche Denkmäler
  - IV = Gedenk- und Begräbnisdenkmäler
- 3. Stelle: ein Kleinbuchstabe definiert den Bereich der Unterschutzstellung, dabei steht
  - m für das einzelne Denkmal
  - a für das gesamte Ensemble
  - s für den archäologischen Bereich
- 4. Stelle: ein Großbuchstabe beschreibt die Bedeutung des Denkmals nach dem Schema
  - A = Denkmal von nationalem Interesse
  - B = Denkmal von regionaler Bedeutung
- 5. Stelle: eine eindeutig zugeordnete Ordnungszahl nach dem Schema 00000.00, wobei die beiden Ziffern hinter dem Punkt ein einzelnes Denkmal innerhalb eines Denkmalensembles beschreiben.

## Ältere LMI-Codes und RAN-Code
Bis zur Einführung des LMI-Codes von 2004, war eine andere Kodierung üblich, die zwar nicht mehr verwendet wird, aber natürlich in der älteren Literatur noch anzutreffen ist. Dieses so genannte Verzeichnis von 1992 gliederte die Denkmalnummern nach dem Schema XXY0000, wobei die ersten beiden Buchstaben für den Landkreis und der dritte Buchstabe für die Bedeutung des Denkmals standen und eine eindeutige Ordnungszahl angehängt wurde.
Für rein archäologische Bereiche wird der LMI-Code durch den RAN-Code ergänzt, der mit einer Eintragung im Repertoriul Arheologic Național (Nationaler Archäologischer Bestand) verknüpft ist.